# Jacobus Schotel

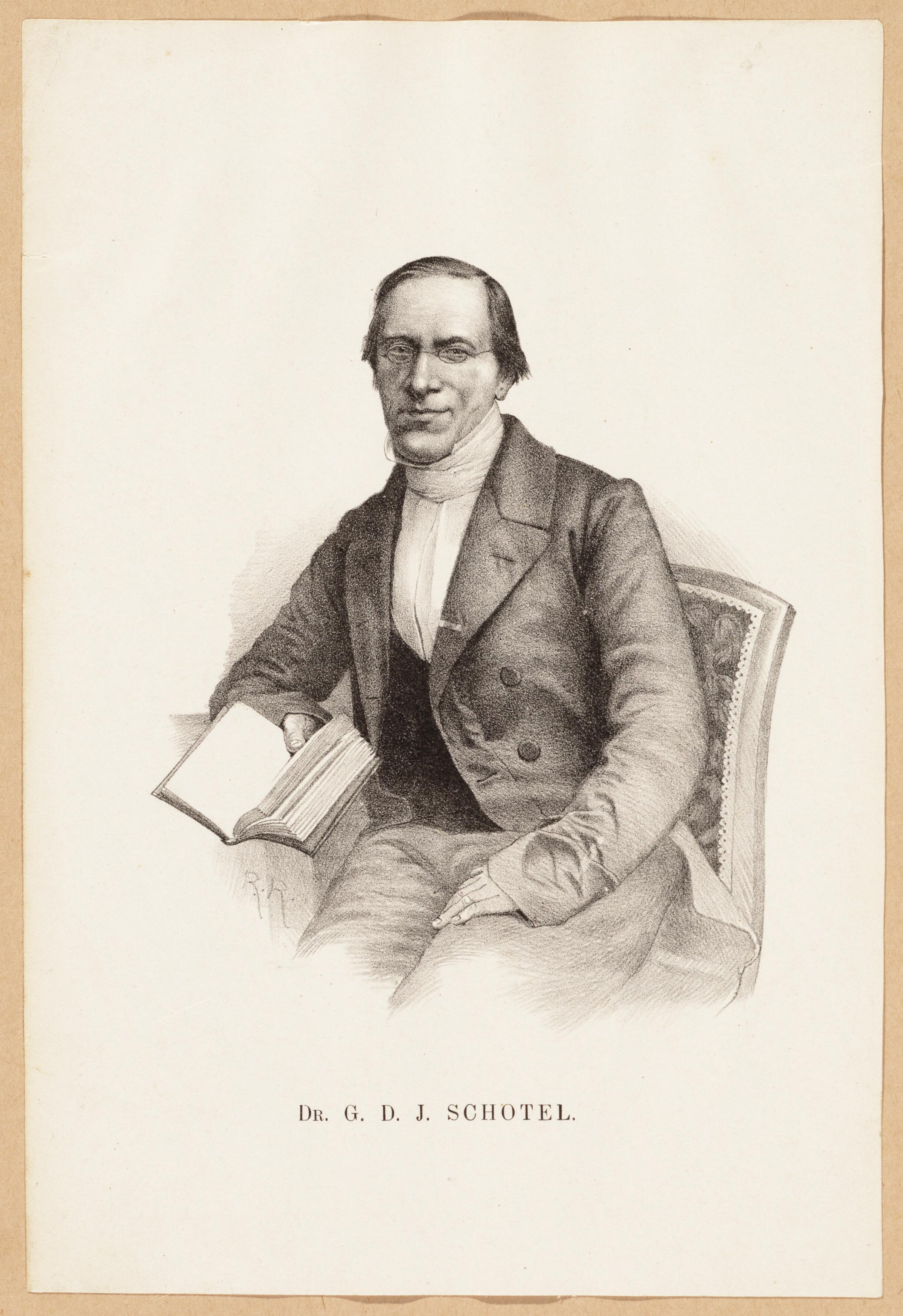
Jacob Schotel

Gilles Dionysius Jacobus Schotel, född den 3 april 1807 i Dordrecht, död den 9 december 1892 i Leiden, var en holländsk författare, son till Johannes Christiaan Schotel. 
Schotel studerade 1826-31 teologi i Leiden och var 1835-62 präst i olika församlingar. År 1862 övertog han ledningen av van der Aas "Biographisch woordenboek", som han behöll till arbetets fullbordan 1877. Utom de hundratals biografier, som han författade för detta, skrev Schotel ett mycket stort antal tidskriftsuppsatser och böcker, bland annat om de tre städerna Dordrecht, Leiden och Tilburg. Han har betydelse framför allt som samlare.